# Massimiliano Perrotta
Massimiliano Perrotta (Catania, 3 settembre 1974) è un drammaturgo, poeta, narratore, regista, sceneggiatore, critico italiano.

## Teatro
Il suo spettacolo di debutto come drammaturgo e regista è Gli specchi, varietà di testi brevi del 2006.
Nel 2008 porta in scena la tragedia Hammamet, che ha per protagonista il politico socialista Bettino Craxi. Scritto con la consulenza storica del giornalista Mattia Feltri, interpretato dall'attore Roberto Pensa, lo spettacolo tenta un racconto equilibrato del dramma umano di una figura controversa.
Nel 2012 va in scena il giallo psicologico La bussola, successivamente rappresentato in Francia.
Del 2016 è San Martino campanaro, favola misteriosa intorno a una campana che suona da sola tutte le sere alla stessa ora; del 2017 il monologo Lorella Saputella.
Nel 2022 ha debuttato La ricreazione infinita del sessantotto, commedia su due borghesi che fanno i conti con se stessi e con una pagina storica molto discussa.
Il regista Walter Manfrè ha portato in scena tre sue commedie di ambientazione mediterranea: I meneni (2013), Mare nostrum (2014) e L'incantesimo (2015).
Nel 2015, interpretato e diretto da Orazio Alba, ha debuttato il monologo Masino Scacciapensieri, storia di uno scimunito siciliano che si propone di redimere il Mar Mediterraneo.
È autore di molti corti teatrali.
Tra le regie curate: la commedia Spera di sole di Luigi Capuana (2015) e Sabbie mobili di Domenico Trischitta (2016), dramma dedicato all'attrice Daniela Rocca con protagonista Guia Jelo.

## Cinema
Dopo i corti Expo (2001) e Mineo (2007), ha girato il documentario Bonaviri ritratto (2007), omaggio intimista allo scrittore siciliano.
Nel 2011 ha realizzato Sicilia di sabbia, viaggio nell'isola ispirato al reportage giornalistico La lunga strada di sabbia di Pier Paolo Pasolini: una riflessione sulla trasformazione moderna con la partecipazione del filosofo Manlio Sgalambro e dello scrittore Domenico Trischitta.
Del 2015 è Matteotti parla, che propone il discorso che costò la vita al deputato antifascista.
Ha collaborato alla scrittura di diversi lungometraggi del regista Fabio Del Greco.

## Libri
Nel 2006 La Cantinella ha pubblicato Cornelia Battistini o del fighettismo, che raccoglie un monologo teatrale e un breve saggio di critica della cultura   (traduzione francese: LC Éditions, 2012).
Sikeliana ha pubblicato nel 2010 la tragedia Hammamet e nel 2017 la raccolta poetica Riva occidentale.
Torri del Vento Edizioni ha pubblicato nel 2019 il monologo teatrale Masino Scacciapensieri, nel 2020 la raccolta poetica Dopoguerra, nel 2022 la raccolta di racconti L'aria del tempo.
Edizioni Sabinae ha pubblicato nel 2024 il pamphlet Pupi Avati  fuori dal cinema italiano.

## Critica
Nel 2012 ha pubblicato sulla rivista Mondoperaio il saggio Lo spazio dell'utopia.
Scrive di critica culturale per l'HuffPost, che ha pubblicato a puntate nel 2023 il suo pamphlet Pupi Avati fuori dal cinema italiano e nel 2024 il suo pamphlet Franco Califano da così a così.

## Riconoscimenti
La tragedia Hammamet ha vinto nel 2011 la VII edizione del Premio Giacomo Matteotti della Presidenza del Consiglio dei Ministri.
Ha vinto il Festival della drammaturgia italiana Schegge d'autore nel 2013 con il corto Pietro torna indietro  e nel 2018 con il corto Angelica. 
Lo spettacolo I meneni ha vinto nel 2014 il Premio Volterra Ombra della Sera per il miglior spettacolo-evento italiano dell'anno.